# Деркачева (хутор)
Не следует путать с хутором Деркачев Неклиновского района Ростовской области.
Деркачева — хутор в Матвеево-Курганском районе Ростовской области.
Входит в состав Екатериновского сельского поселения.

## Население
| 2010 |
| ---- |
| 96   |

## Улицы
На хуторе имеется одна улица: Солнечная.